# Infernal War
Infernal War – polska grupa muzyczna wykonująca black metal. Zespół został założony w 1997 roku w Częstochowie z inicjatywy Stormblasta (perkusja) i Triumphatora (gitara). Grupa początkowo funkcjonowała pod nazwą Quintus, a następnie Infernal SS. W 2001 roku grupa przybrała nazwę Infernal War. Grupa, pomimo tego iż odcina się od tego typu zarzutów, utożsamiana jest z nurtem NSBM.

## Historia
18 maja 2005 roku nakładem wytwórni muzycznej Agonia Records ukazał się debiutancki album grupy pt. Terrorfront. Album został zarejestrowany w kwietniu 2004 roku w częstochowskim Studio Radioaktywni we współpracy z realizatorem dźwięku Robertem Czechem. Natomiast mastering w gliwickim studiu HH wykonał Jarosław Toiflat. Herr Warcrimer o albumie wypowiedział się w następujący sposób:

Chyba nikogo nie zaskoczę jeśli powiem, że za zdecydowanie najlepsze wydawnictwo uważamy „Terrorfront”. Jest to najszybszy, najbardziej brutalny i zdecydowanie najbardziej agresywny materiał w historii Infernal War. „Terrorfront” to czysta nienawiść.

26 marca 2007 roku ukazał się drugi album grupy pt. Redesekration: The Gospel of Hatred and Apotheosis of Genocide. Gościnnie na albumie wystąpili Pete Helmkamp (utwór „Regime Terror”), basista i wokalista deathmetalowej grupy Angelcorpse i Mikołaj (utwór „Branded With Sacred Flames Of Gehinnom”) znany z występów w grupie Kriegsmaschine. W nagraniach wziął ponadto udział Cezary Gapik, twórca muzyki industrialnej, który zrealizował „Intro” i „Outro” na albumie. Materiał został wyróżniony 5. miejscem w plebiscycie Mystic Art na album roku 2007. Herr Warcrimer o współpracy z Pete’em Helmkampem:

Od zawsze byliśmy wielkimi fanami Order From Chaos i Angelcorpse, więc kiedy tylko dowiedzieliśmy się, że Helmkamp bardzo pozytywnie wypowiada się na temat Infernal War, postanowiliśmy zaproponować mu gościnny udział na naszej płycie. Miałem wrażenie, że cieszył się on z naszej propozycji tak samo jak my z jej akceptacji. Osobiście bardzo cieszę się z jego udziału na naszej płycie. Jest on nie tylko jednym z najlepszych wokalistów i tekściarzy w historii black / death metalu, ale i nietuzinkową osobowością. Dlatego też jego udział na naszej płycie uważam za powód do dumy.

15 stycznia 2009 ukazał się drugi minialbum grupy pt. Conflagrator. Album został nagrany w studiu Q we współpracy z realizatorem nagrań Tomem Hornem. Wydawnictwo było promowane podczas koncertów w Polsce, które grupa odbyła z grupami Anima Damnata, Furia i Enclave. Tego samego roku grupa przystąpiła do prac nad trzecim albumem studyjnym pod roboczym tytułem Transfigure.
W 2018 roku zespół koncertował na terenie Wielkiej Brytanii. Po koncercie w klubie The Globe w Cardiff. Zespół został oskarżony o promowanie treści sympatyzujących z ruchami nazistowskimi oraz antysemityzmem. Po występie w Cardiff reszta trasy została odwołana. Walijski klub, w którym odbył się występ, odciął się od prezentowanych przez Infernal War treści.

## Teksty
W swej twórczości grupa porusza takie zagadnienia jak śmierć, nienawiść, satanizm, antychrześcijaństwo czy II wojna światowa. Według niektórych, również treści sympatyzujących z ruchami nazistowskimi oraz antysemityzmem. Herr Warcrimer o tekstach:

To fakt, nasz przekaz stale ulega radykalizacji, a podtytuł płyty doskonale odzwierciedla zawartość tekstową tego albumu. Jestem zresztą bardzo zadowolony z tekstów na tej płycie, są przepełnione nienawiścią, a ich forma idealnie pasuje do muzyki. Nie są one jednak wyrazem żadnego buntu, ale wyrazem pogardy dla dzisiejszego świata, jego społeczeństwa oraz ludzkości jako ogółu. Teksty na „Redesekration” to gloryfikacja śmierci i zniszczenia. Z wszystkim co w nich napisałem utożsamiam się w stu procentach. Myślę, że reszta zespołu również. A skąd ta nienawiść? Zewsząd.

## Muzycy
| 1997      | - Triumphator – gitara elektryczna - Stormblast – perkusja                                                                                     |
| 1998-2000 | - Triumphator – gitara elektryczna - Stormblast – perkusja - P. – śpiew - A. – gitara basowa                                                   |
| 2000-2002 | - Triumphator – gitara elektryczna - Stormblast – perkusja - Zyklon – gitara elektryczna - P. – śpiew - A. – gitara basowa                     |
| od 2002   | - Triumphator – gitara elektryczna - Stormblast – perkusja - Zyklon – gitara elektryczna - Herr Warcrimer – śpiew - Godcrusher – gitara basowa |

| Obecny skład zespołu - Herr Warcrimer – śpiew (od 2002) - Triumphator – gitara elektryczna (od 1997) - Zyklon – gitara elektryczna (od 2000) - Paweł „Stormblast” Pietrzak – perkusja (od 1997) - Krzysztof „Godcrusher” Michalak – gitara basowa (od 2002) |  | Byli członkowie zespołu - P. – śpiew (1998-2002) - A. – gitara basowa (1998-2002) Muzycy koncertowi - Duane "Cryptic Winter" Timlin – perkusja (od 2015) - Marek "Necrosodom" Lechowski – śpiew, gitara basowa (2006-2008) - Tymoteusz "Heretik Hellstörm" Jędrzejczyk – śpiew (2018) |

## Dyskografia
Albumy
- Infernal SS (EP, 2002, Dark Blaze Stronghold)
- Terrorfront (2005, Agonia Records)
- Redesekration: The Gospel of Hatred and Apotheosis of Genocide (2007, Agonia Records)
- Conflagrator (EP, 2009, Agonia Records)
- Axiom (2015, Agonia Records)[13]

Splity
- Satanic Martial Terror (2003, Death's Abyss, split z Inferno)
- Explosion (2004, Eastside Records, split z Warhead)
- Transfigurations (2010, Malignant Voices, razem z Kriegsmaschine)

Kompilacje
- Chronicles of Genocide (2014, Malignant Voices)

- Infernal War (2004, Death Industry, Seven Gates Records)

Dema
- Promo (2000, wydanie własne)